# Тадеуш Сокульський
Таде́уш Соку́льський (пол. Tadeusz Sokulski; до 1846 Ланьцут — після 1916, Львів) — львівський скульптор. 

## Біографія
Народився не пізніше 1846 року в місті Ланьцут (Польща) в родині органмістра. В батька набув перших навичок столярства і скульптури. 1867 року оселився у Львові, працював у майстерні скульптора Яна Смутного. 1876 року влаштував власні скульптурні майстерні на нинішній вулиці Лисенка, 2 і на нинішній вулиці Листопадового чину, 6. 1894 року переніс майстерні до власного будинку на вулиці Личаківській 54. Основною спеціалізацією закладу Сокульського була дерев'яна храмова скульптура і вівтарі. Окрім того виготовлялись меблі, рами, та дерев'яні елементи зовнішнього та внутрішнього оздоблення кам'яниць. Вироби Сокульського неодноразово отримували відзнаки на мистецько-промислових виставках. Співпрацював із Яном Слівінським, виконуючи дерев'яне скульптурне оздоблення для орга́нів його фабрики. Підприємство Сокульського значно скоротило виробництво після 1910 року; діяло до початку Першої світової війни.

## Відомі роботи
- Перші роботи, котрі принесли певне визнання скульпторові: неоренесансна дерев'яна кафедра і бібліотечні шафи Політехніки; трибуна і крісла залу засідань Галицького сейму. Усе виготовлено за ескізами Юліана Захаревича і моделями Леонарда Марконі.
- Дерев'яний вівтар каплиці палацу Потоцьких у селі Рай біля Бережан (1880).
- Три вівтарі костелу монастиря кармеліток у Львові за проєктом Юліана Захаревича (1895—1894).
- На замовлення Адольфа Куна виконав скульптури до каплиці закладу душевно хворих на Кульпаркові (1877—1879).
- Неоготичний декор органного проспекту в костелі монастиря Святого Серця у Львові (1882); неоготичний вівтар костелу, за проєктом Яна Томаша Кудельського (1892—1893).
- Неоготичний вівтар парафіяльного костелу в селі Гніздичів нині Жидачівського району. Проєкт Яна Томаша Кудельського (1892—1893).
- Дерев'яний іконостас церкви св. Миколая в селі Верхнє Висоцьке, Турківського району (1890).
- Вівтар в катедрі св. Юра у Львові (1876—1879).
- Вівтарі в монастирських каплицях сестер Феліціянок в Кракові і Белзі.
- Вівар у Латинській семінарії у Львові.
- Орган в костелі св. Миколая у Львові (1905). Замовлення Рудольфа Хаасе, проєкт Міхала Лужецького.
- Фігури ангелів органу Костелу Єзуїтів у Львові (1877). Замовлення Ігнація Жебровського.
- На фабриці Яна Слівінського виконав скульптурне оздоблення органів францисканського костелу у Кракові (1878—1879), костелу в Заріччі, на той час — Ярославського повіту, (проєкт Юліана Захаревича), костелу в Ропчицях, ймовірно Костелу Петра і Павла у Тбілісі (1894), костелу кларисок у Львові (1898).